# Májá déví templom (Lumbini)
A Májá dévi templom ősi buddhista templom és világörökségi helyszín a nepáli Lumbini városa mellett. Ez az emlékhely legfőbb temploma, ugyanis hagyományosan ezt tekintik Gautama Buddha szülőhelyének. A templom egy szent medence (Puszkarni) és egy szent kert mellett helyezkedik el. A helyszínen talált régészeti maradványokat korábban az i. e. 3. századra becsülték, amelynek tégla falait Asóka király építtette. 2013-ban azonban felfedeztek egy i. e. 6. századi fa ereklyét.

## A 2013-as felfedezés
2013. novemberben egy a templom alatt kutató nemzetközi régészcsoport felfedezte egy ősi fa maradványait, amely az i. e. 550 előttről való. Ez a szerkezet a valaha talált legkorábbi buddhista bizonyíték, amely talán a legelső bizonyíték Gautama Buddha életéből. Az ásatásokat az angliai Durham Egyetem professzora, Robin Coningham vezette. Coningham szerint ez az ereklye a világ legkorábbi buddhista ereklyéje."
A felfedezés azon a helyen történt, amelyet hagyományosan Buddha szülőhelyének tartanak. Ez a jelenlegi templom alatt húzódó több tégla templom alatt található. A kutatás kimutatta elásványosodott fagyökerek jelenlétét is. Ez a felfedezés azért is jelentős, mert a hagyomány szerint Májá déví királynő a lumbini kert egyik fájának ágába kapaszkodva szülte meg Buddhát.